# کوتاه‌دست‌سانان
کوتاه‌دست‌سانان (نام علمی: Solemyoida) نام یک راسته از رده دوکفه‌ای‌ها است.